# Nicholas Cheong Jin-suk
Nicholas Cheong Jin-suk (ur. 7 grudnia 1931 w Seulu, zm. 27 kwietnia 2021 tamże) – koreański duchowny katolicki, arcybiskup Seulu w latach 1998–2012, kardynał.

## Życiorys
Urodzony w rodzinie katolickiej ze strony obojga rodziców. W młodości był ministrantem. W 1950 rozpoczął studia inżynierskie na Narodowym Uniwersytecie Seulskim, ale musiał je przerwać z powodu wybuchu wojny koreańskiej. Podczas tego konfliktu służył w wojsku południowokoreańskim w stopniu porucznika, będąc tłumaczem przy armii amerykańskiej.
Po zawieszeniu broni w lipcu 1953 przyszły kardynał wstąpił do seminarium w Seulu. W 1954 uzyskał bakalaureat z teologii. Święcenia kapłańskie otrzymał 18 marca 1961 w Seulu. Studia uzupełniał w Hongkongu (socjologię) i w Rzymie na Papieskim Uniwersytecie Urbaniana (prawo kanoniczne). W archidiecezji seulskiej był m.in. sekretarzem biskupa, notariuszem i kanclerzem kurii metropolitalnej oraz wykładał w niższym seminarium. W latach 1964–1965 był podsekretarzem episkopatu Korei.
W czerwcu 1970 został mianowany biskupem w Cheongju. Sakrę biskupią otrzymał 3 października 1970 z rąk emerytowanego arcybiskupa Seulu Paula Ro Kinama. W maju 1998 został promowany na stolicę arcybiskupią Seul, zastępując kardynała Stephena Kim Sou-hwana. Od czerwca 1998 pełni również funkcję administratora apostolskiego ad nutum Sanctae Sedis w Pjongjangu, gdzie nominalnym ordynariuszem pozostawał do roku 2013 zaginiony od lat 60. Francis Hong Yong-ho. W latach 1996–1999 był przewodniczącym episkopatu Korei.
W lutym 2006 papież Benedykt XVI ogłosił jego nominację kardynalską. Na uroczystości konsystorza w marcu t.r. papież nadał mu tytuł kardynała prezbitera Santa Maria Immacolata di Lourdes a Boccea.
7 grudnia 2011 stracił prawo wyboru papieża w konklawe z powodu ukończenia 80 roku życia. 10 maja 2012 papież Benedykt XVI przyjął jego rezygnację z urzędu złożoną ze względu na wiek. Jego następcą został dotychczasowy biskup pomocniczy Andrew Yeom Soo-jung.